# Gravy

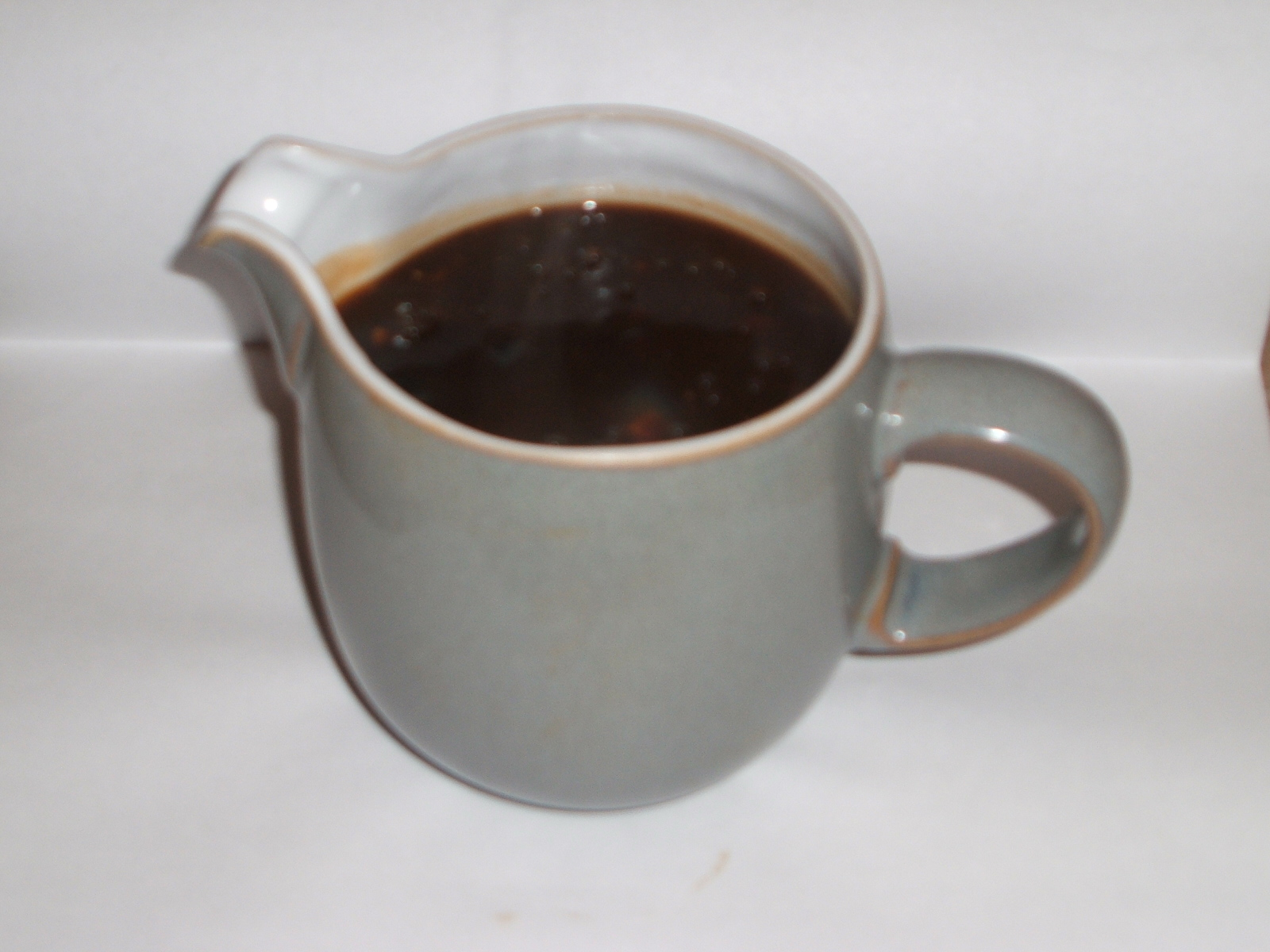
Gravy.

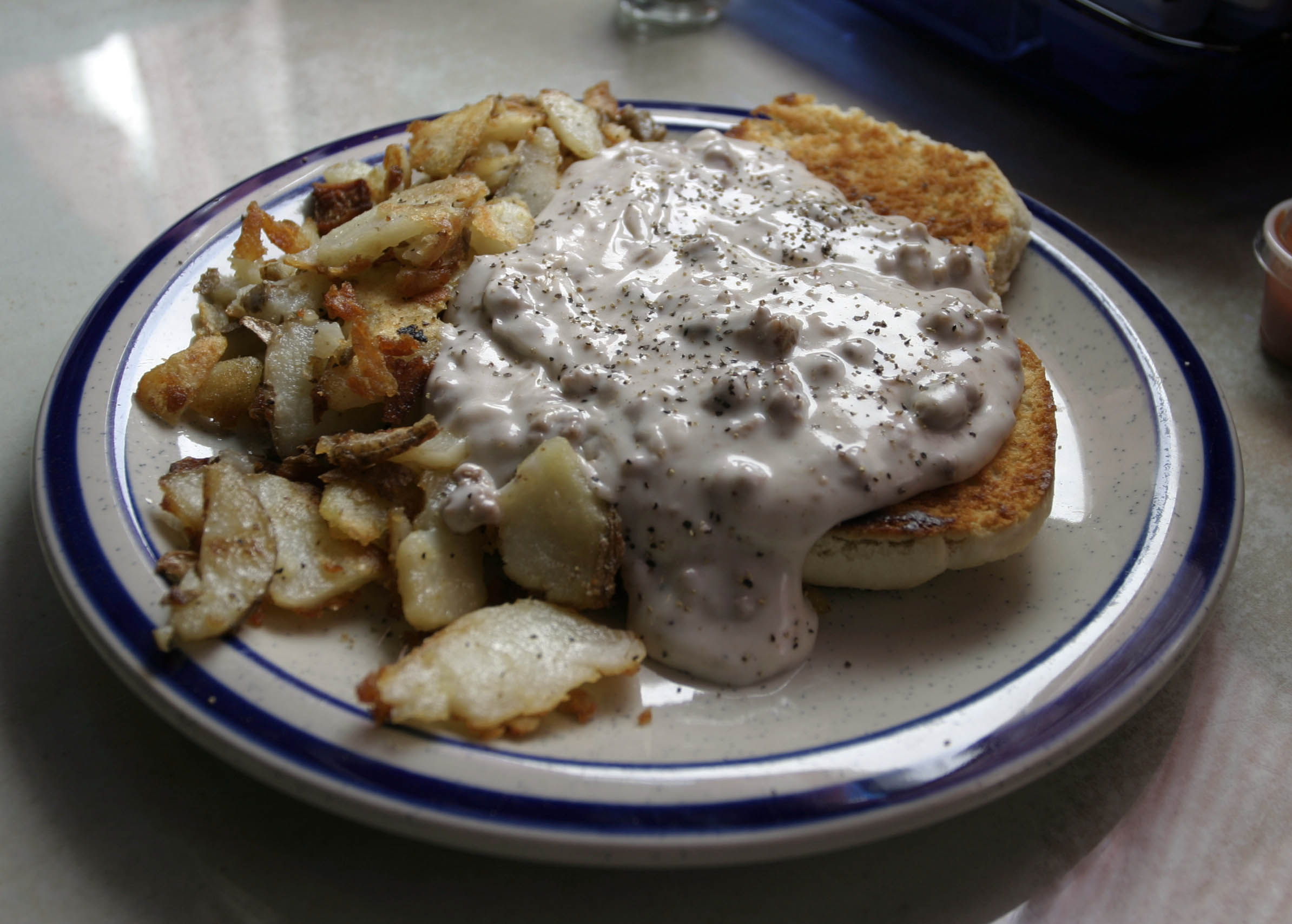
Un plato de American biscuits y gravy.

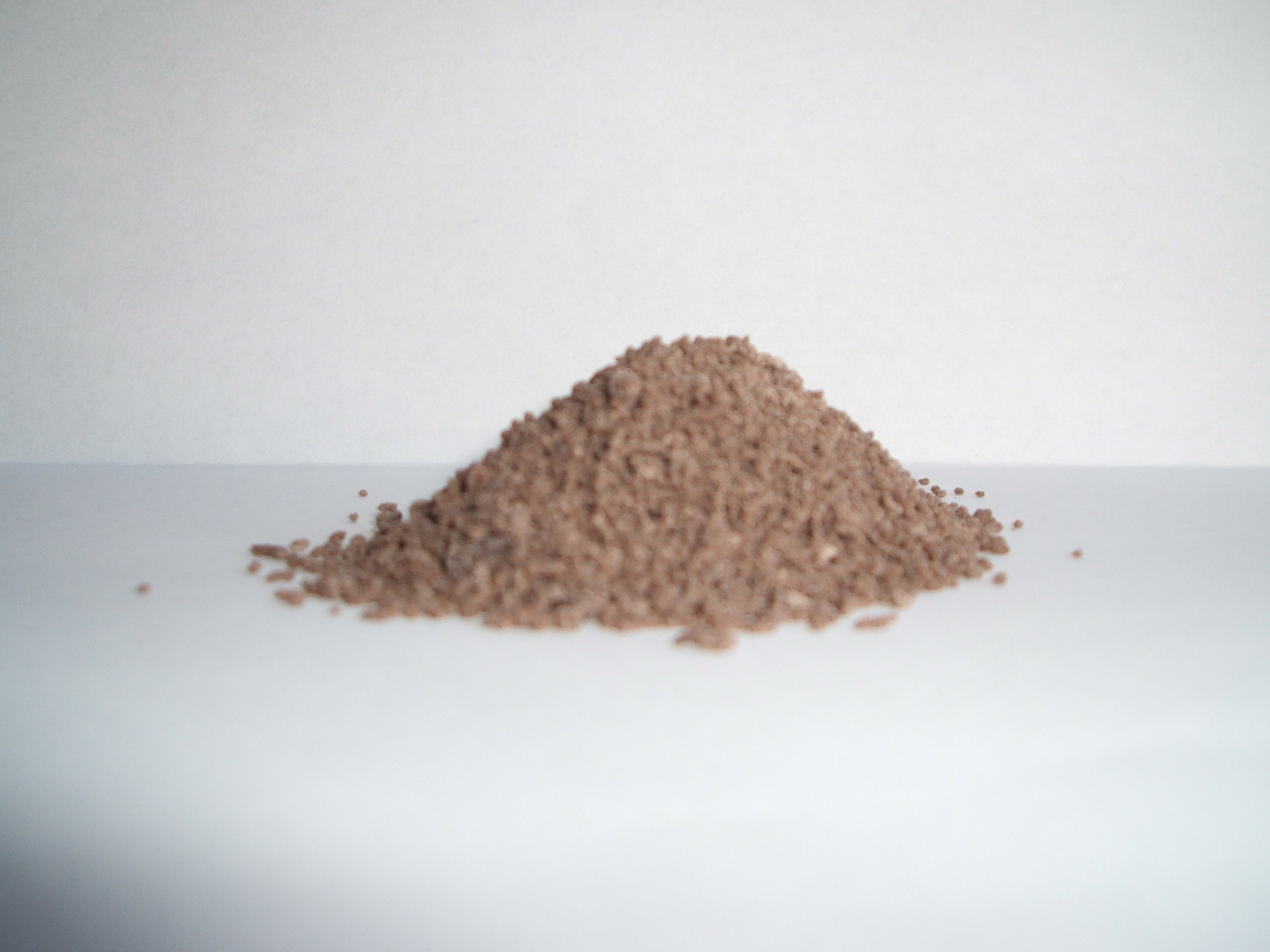
Gravy en granulados deshidratados.

Gravy,grevi, o greve, es una salsa de la gastronomía del Reino Unido,  elaborada con extractos procedentes de los jugos de cocción de carnes y verduras. Recientemente se ha empezado a vender este tipo de salsas en forma de cubos concentrados, en polvo y en lata. El gravy se emplea frecuentemente en la cocina inglesa para acompañar las carnes asadas, el puré de patata, y el tradicional Sunday roast.

## Usos
Es una salsa muy popular en el Reino Unido y en los Estados Unidos para acompañar al puré de patatas. El gravy es popular también en platos a base de carne de cerdo, pollo, cordero, pavo, ternera, yorkshire pudding y estofados. Existen versiones en la cocina del sur de EE. UU. elaboradas a base de chocolate con los denominados American biscuits (especies de bollos de pan parecidos a los scones británicos). En Australia, Canadá y el Reino Unido el gravy se ofrece con patatas fritas. Es muy común con el tradicional Sunday roast. El gravy es una parte integral del plato canadiense denominado poutine.
En Menorca se llama grevi y se utiliza en algunos platos, como herencia de la ocupación británica durante un siglo. 
En muchas partes de Asia, particularmente en la India, Malasia y Singapur la palabra gravy se emplea para referirse a la salsa de un plato. Por ejemplo, la parte líquida de un curry se puede referir como gravy.